# Ostend-Garage (Hanau)
Die 1928 errichtete Ostend-Garage in Hanau, Dettinger Straße 6, ist eine historische Garagen- und Tankstellenanlage aus der Frühzeit des Kraftfahrzeugverkehrs. Die Architekten der Garagenanlage waren Georg Clormann (1883–1958) und Georg Deines. Stilistisch gehört die Anlage dem Neuen Bauen bzw. der Architektur der Neuen Sachlichkeit an.

## Gebäude

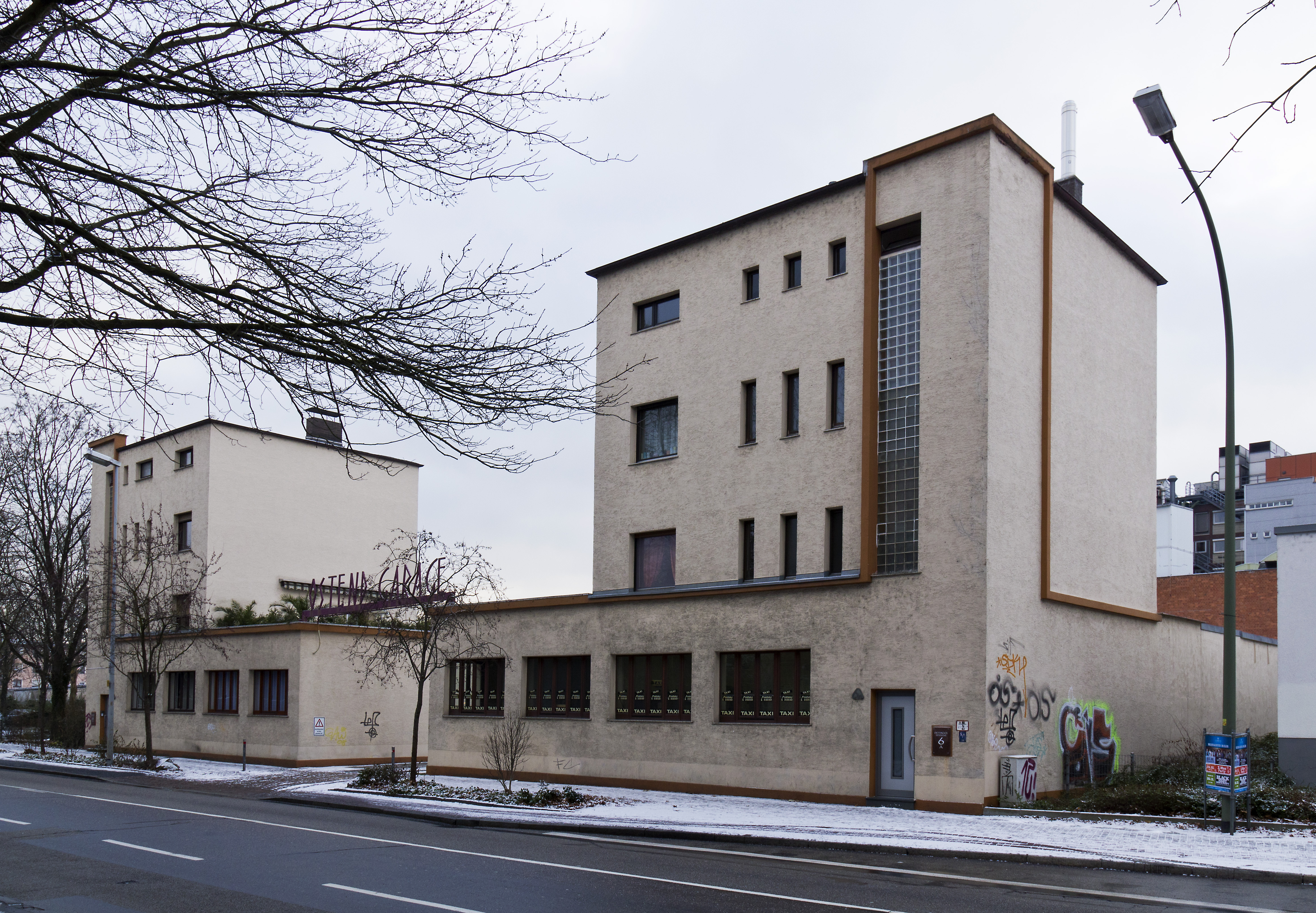
Ostend-Garage (Dezember 2010)

Die Ostend-Garage ist eine Sammelgarage mit Tankstelle. Diese zum Abstellen und Versorgen von Automobilen bestimmten Anlagen werden allgemein als Großgarage bezeichnet. Baulich mehr oder weniger aufwändig gestaltete Anlagen dieser Art wurden in Deutschland in der Zwischenkriegszeit zu hunderten ausgeführt. Ende der 1920er-Jahre existierten in Hanau beispielsweise mehrere vergleichbare Unternehmen: Auto-Schäfer (Kleine Hainstraße 6), Heinrich Seitz II (Frankfurter Landstraße 2), Hankel & Schlegel (Lamboystraße 32), Kraftwagen-Zentrale Hanau GmbH (Bruchköbler Landstraße4) etc.
Die Ostend-Garage besteht aus zwei turmartigen Gebäuden, die pylonartig zur Straßenseite hin die Ein- und Ausfahrt der Garagenanlage flankieren. Die turmartigen Eckbauten enthalten Wohn- und Büroräume. Hinter der Ein- und Ausfahrt liegt ein rechteckiger Hof, der von Reihengaragen begrenzt wird. Wie bei Großgaragen dieses Typs häufig, lag die öffentlich zugängliche Tankstelle in der Mitte des Hofs.
Im Zweiten Weltkrieg wurde die Anlage in den Luftangriffen auf Hanau schwer beschädigt, die Garagen und die zentrale Tankstelle zerstört. Letztere wurde 1958 neu errichtet, 2001 aber abgerissen, die übrige Anlage wieder aufgebaut. Die Gebäude der Tortürme, die den Zweiten Weltkrieg überstanden haben, sind aufgrund ihrer künstlerischen Ausführung in den Formen der Klassischen Moderne und ihrer technikhistorischen Bedeutung als Zeugnis des Automobilismus gemäß dem Hessischen Denkmalschutzgesetz Kulturdenkmal.